# Tocantínia
Tocantínia  es un municipio brasileño, situado en el estado de Tocantins.
Está localizado a una latitud de 09º33'49" Sur y la longitud es 48º22'36" Oeste, y a una altitud de 202 metros. Su población en 2006 era de 5.927 habitantes.Su superficie es de 2595,21 km².
Fue fundado en 1989
- Datos: Q1801598
- Multimedia: Tocantínia / Q1801598